# Brignoliella acuminata
Brignoliella acuminata là một loài nhện trong họ Tetrablemmidae.
Loài này thuộc chi Brignoliella. Brignoliella acuminata được Eugène Simon miêu tả năm 1889.